# Reykjanesskagi
Reykjanesskagi ist eine stiefelförmige Halbinsel im äußersten Südwesten von Island, südwestlich der Hauptstadt Reykjavík. Der Name bedeutet Reykjanes-Halbinsel, wobei Reykjanes (deutsch „Rauchspitze“ oder „Rauchhalbinsel“) heutzutage meist nur die äußerste Südwestspitze, gewissermaßen die Ferse des Stiefels bezeichnet. Seit 2021 herrscht auf der Halbinsel eine Phase vulkanischer Aktivität mit mehreren Ausbrüchen am Fagradalsfjall und bei der Sundhnúkur-Kraterkette.

## Plattenverschiebung und Vulkanismus auf Reykjanesskagi

### Reykjanesskagi und die Kontinentaldrift

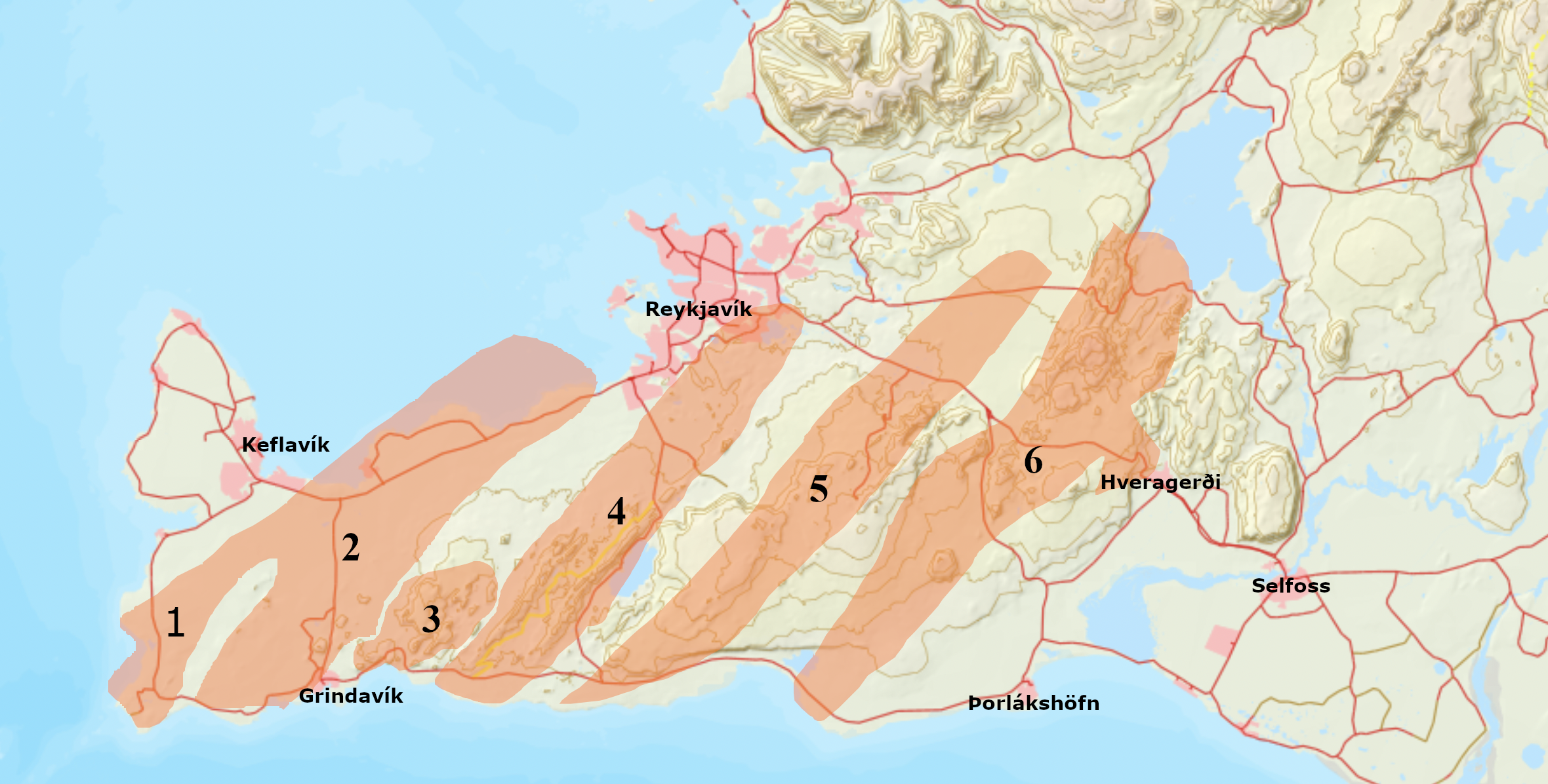
Die Vulkansysteme der Halbinsel Reykjanes (vermutete Ausdehnungen): (1) Reykjanes, (2) Eldvörp-Svartsengi, (3) Fagradalsfjall, (4) Krýsuvík, (5) Brennisteinsfjöll, (6) Hengill

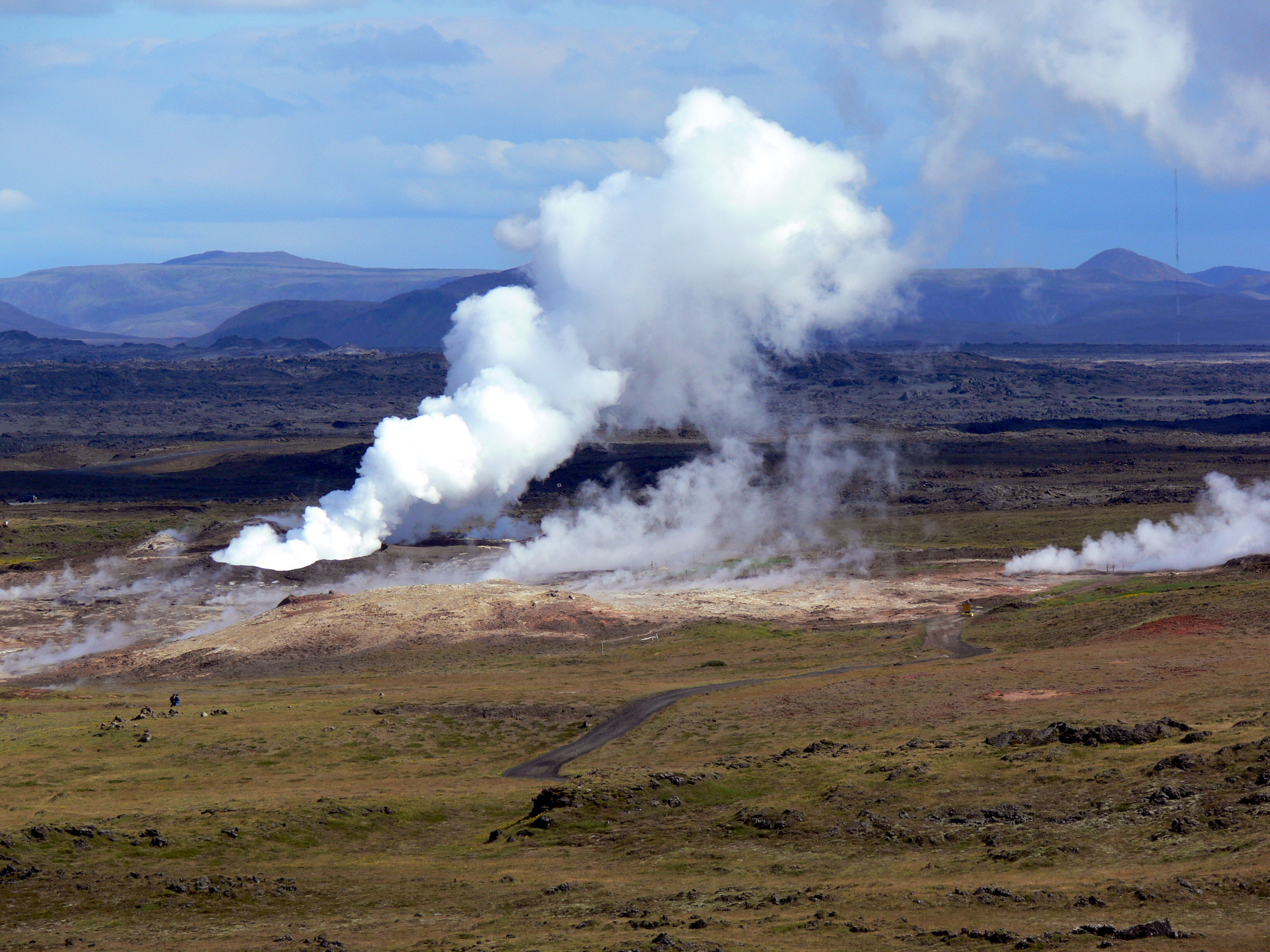
Gunnuhver 2008

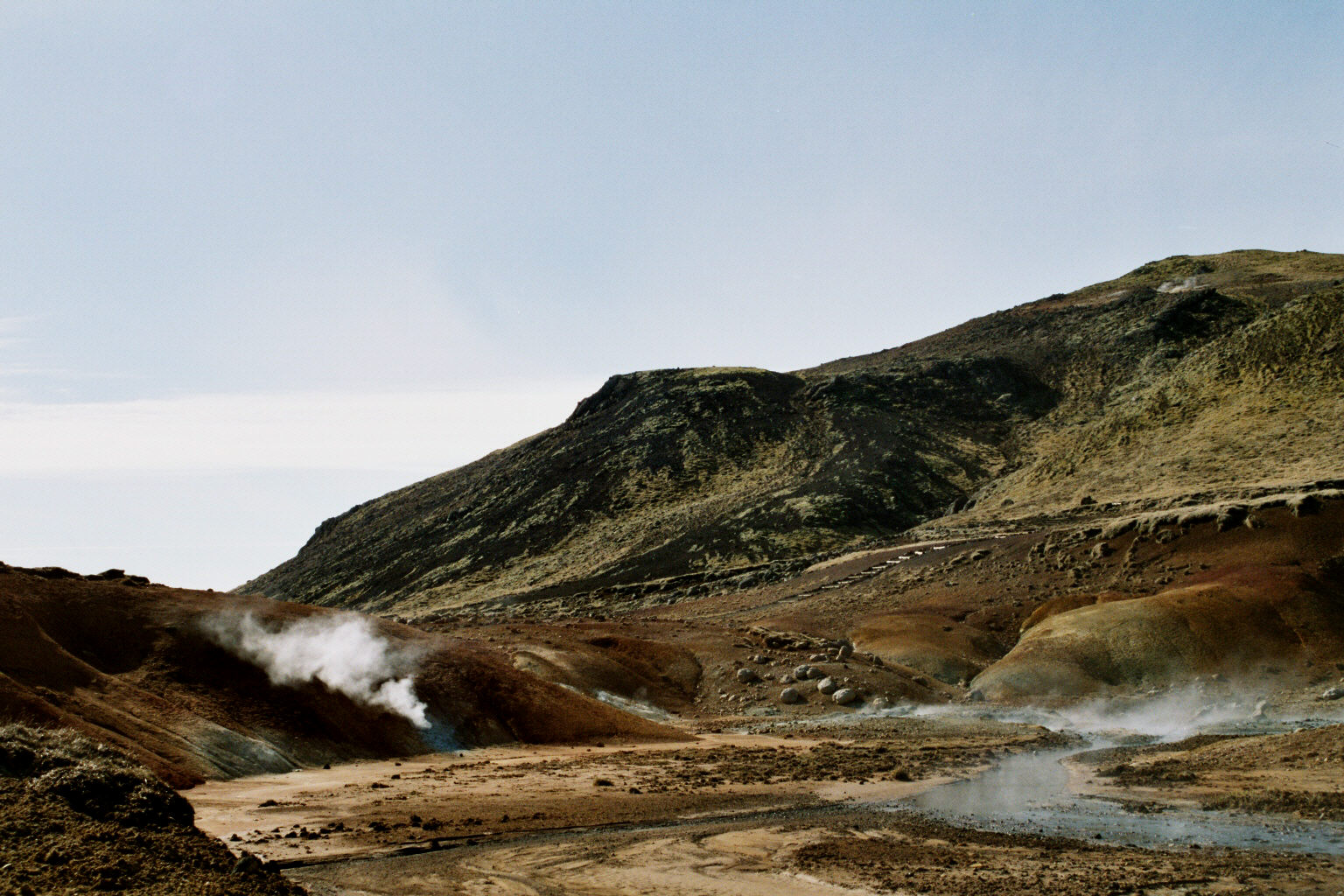
Seltún

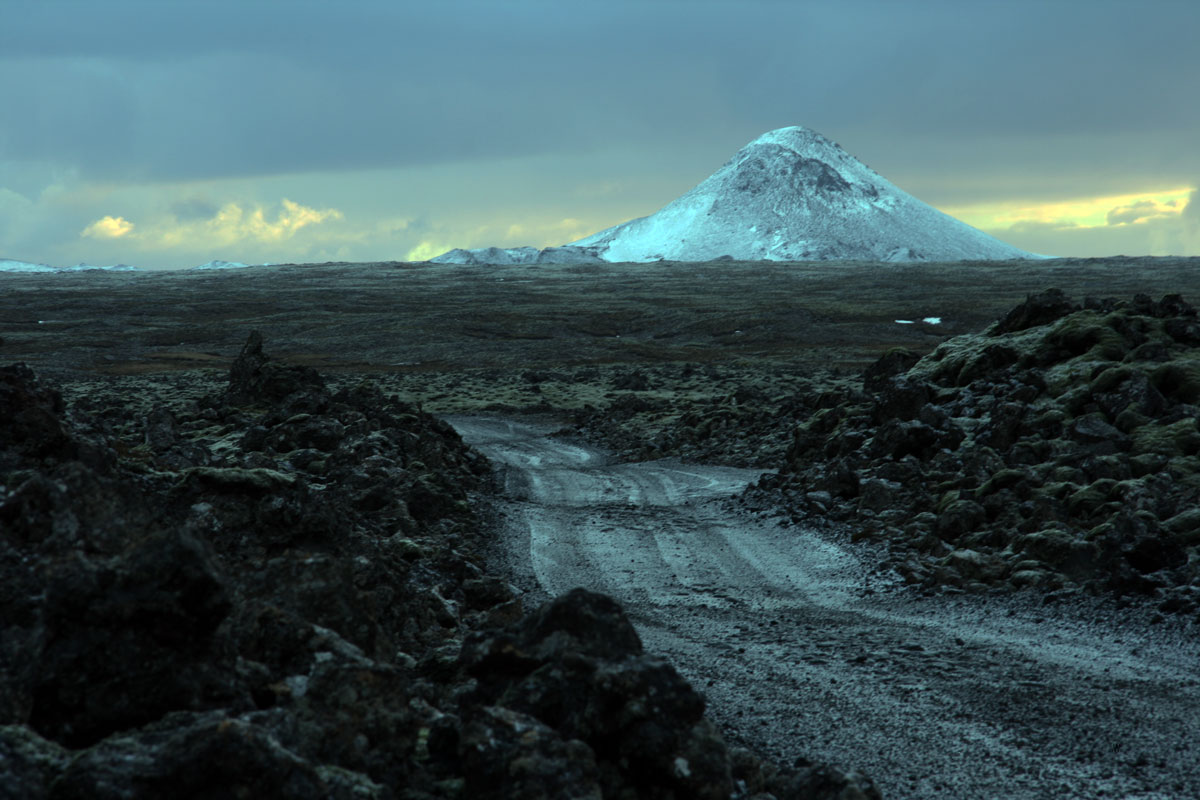
Der Palagonitkegel Keilir

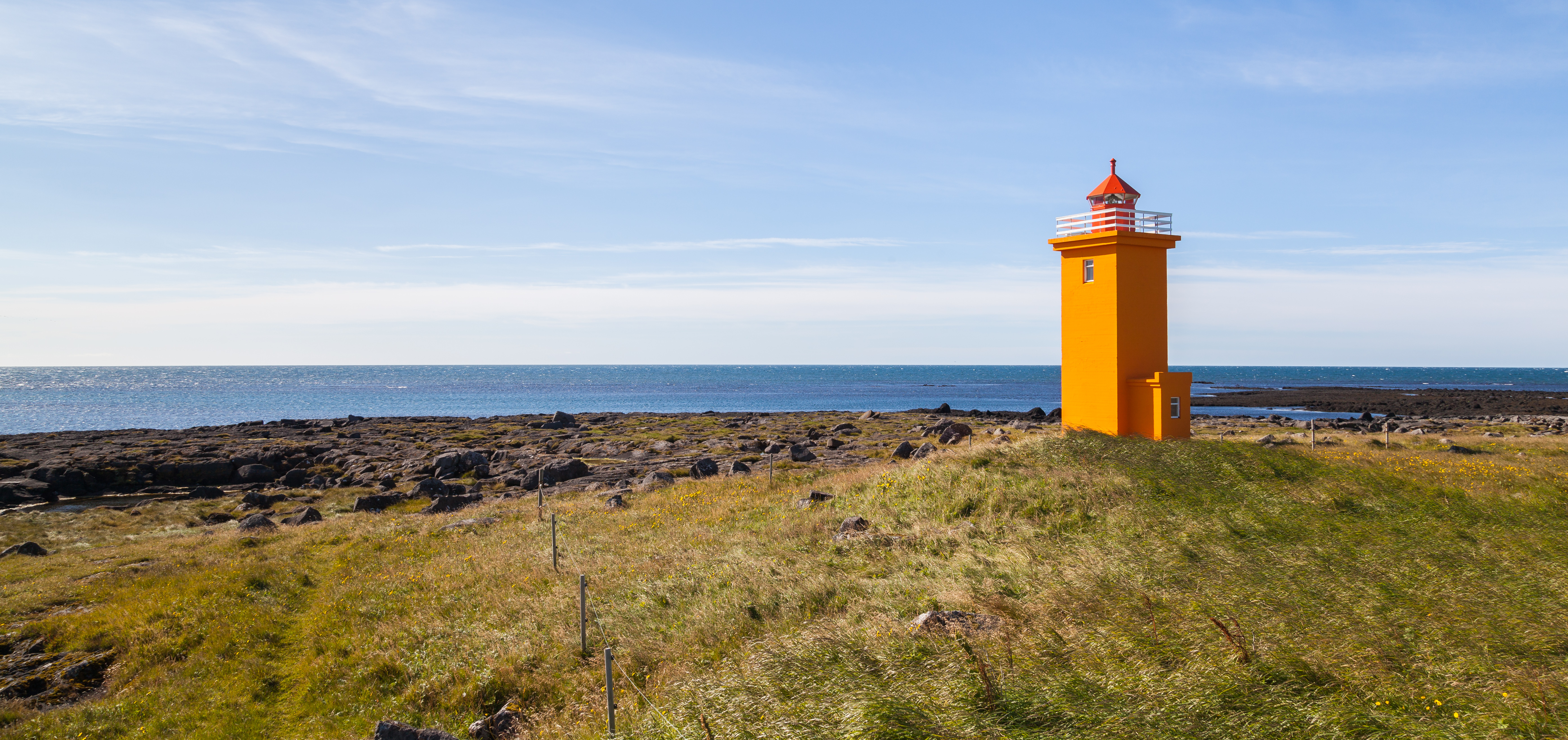
Stafnes Leuchtturm

Die Halbinsel Reykjanes im Südwesten Islands (nicht zu verwechseln mit der gleichnamigen in den Westfjorden) befindet sich direkt über der Riftzone. Über Island verläuft die Grenze zweier sich mit einer Geschwindigkeit von über 2 cm im Jahr voneinander entfernenden Kontinentalplatten, der eurasischen und der nordamerikanischen Platte. Reykjanes liegt direkt auf dieser Grenze. Man sagt, hier käme der Mittelatlantische Rücken an die Erdoberfläche, eine Zone der Plattenverschiebungen und gleichzeitig des aktiven Vulkanismus. Dies erklärt, dass es sich um den buchstäblich heißesten Ort Islands zu handeln scheint: Unter dem Zentralvulkan Gunnuhver wurden in 1.000 m Tiefe 300 °C gemessen.

### Riftzone
Bruch- oder Riftzonen zwischen Kontinentalplatten sind gekennzeichnet durch häufige Erdbebentätigkeit und damit verbundene Erdbewegungen wie Bildung sichtbarer Spalten und Risse.
Eine touristische Kuriosität stellt die sogenannte Brücke zwischen den Kontinenten dar, die über eine Spalte in der Nähe der Gunnuhver führt. Eine Schautafel erläutert vor Ort ausführlich den Effekt der Plattenverschiebung anhand des Beispiels Island.
Plattenverschiebungseffekte sind auch die häufigen Erdbeben am See Kleifarvatn, die u. a. in regelmäßigen Abständen bewirken, dass der See langsam auszutrocknen scheint, weil sich unter ihm Spalten öffnen, die sich dann aber wieder schließen, so dass er sich wieder füllt.

### Vulkanismus
Die Halbinsel ist aus ehemals subglazialen und submarinen Vulkangebilden sowie neuzeitlichen aktiven Vulkanen aufgebaut, die sich gegenseitig überlappen und überlagern. Mit der Entfernung vom Mantle Plume, der bei den Grímsvötn vermutet wird, nimmt die Höhe der vulkanischen Berge vom Hengill bis hinunter zur Gunnuhver ab. Direkt im Süden von Vogastapi befinden sich die Reste zweier submariner Vulkangebilde aus Kissenlaven aus der Weichsel-Kaltzeit.

#### Prähistorischer Vulkanismus
Das älteste Gestein westlich von Reykjavík liegt in einer Linie von Vogastapi bis hinaus nach Garðskagi und besteht aus von Gletschern erodierten Laven eines oder mehrerer Schildvulkane.
Ansonsten findet man im Nordwesten von Reykjanesskagi drei sich überlappende Schildvulkane, Hrútagjá, Þráinskjöldur und Sandfellshæð (von Ost nach West). Diese drei Vulkane sind zwischen 9.000 und 10.000 Jahre alt und am Ende der Eiszeit in Island entstanden. Sie haben ein beträchtliches Volumen von ca. 15 km³, was 75 % des Gesamtmagmavolumens ausmacht, das seit der Eiszeit in diesem Teil von Reykjanesskagi eruptiert ist.
Im Südosten der Halbinsel findet man hingegen sogar sechs sich überlappende Vulkane dieser Art: Geitahlíð, Herdísarvík, Selvogsheiði, Heiðin há, Leitin und Tröllahlíð.
Weitere prähistorische Laven umfassen etwa das vor ca. 7.200 Jahren entstandene Búrfellshraun-Lavafeld, das der Schlackenkrater Búrfell produziert hat. Er befindet sich ca. zehn Kilometer südöstlich von Hafnarfjörður. Ein markierter Wanderweg führt durch die sogenannte Búrfellsgjá, einen ehemaligen Lavakanal, auf den Krater. Er gehört zum nordwestlichen Teil des Vulkansystems von Krýsuvík.

#### Vulkanismus in historischer Zeit (seit dem 9. Jh.)
Die stiefelförmige Halbinsel ist auch gekennzeichnet durch ihre riesigen, relativ jungen Lavafelder, die nur sehr spärlich von einer dünnen Vegetationsschicht überzogen sind. Im Mittelalter fanden hier mehrere Ausbruchsserien statt. Die letzten Vulkanausbrüche auf Reykjanesskagi vor den Vulkanausbrüchen beim Fagradalsfjall seit 2021 ereigneten sich im 14. Jahrhundert (Krýsuvík, vermutlich 1340).
Reykjanesskagi ist überhaupt geprägt von aktivem Vulkanismus, da es die über dem Meeresspiegel liegende Fortsetzung des Mittelatlantischen Rückens darstellt. Sein südwestlich von Island liegendes Segment wird Reykjanesrücken genannt.

#### Aktive Vulkansysteme auf der Halbinsel Reykjanes
Man findet auf der Halbinsel drei bzw. je nach wissenschaftlichem Ansatz vier aktive Vulkansysteme, die jeweils nach angrenzenden Landschaften bzw. Gebirgen benannt wurden (von West nach Ost): Reykjanes mit dem Zentralvulkan Gunnuhver und Svartsengi, Krýsuvík mit dem Zentralvulkan Trölladyngja, manchmal auch Trölladyngja-System genannt, und Brennisteinsfjöll. Die Reihe setzt sich nach Osten mit dem Hengill fort, doch dieser gehört streng genommen nicht mehr zur Halbinsel. Manche Geowissenschaftler trennen die Systeme von Reykjanes mit der Gunnuhver einerseits von Svartsengi andrerseits, andere sehen sie als ein einziges System.
All diese Vulkansysteme sind mehr oder minder parallel zueinander angeordnet und parallel zur Riftzone von Südwesten nach Nordosten ausgerichtet.

##### Vulkansystem Reykjanes
Die Quelle Gunnuhver, Zentralvulkan des Hochtemperaturgebiets Reykjanes, veränderte sich von 2002 bis 2010 sichtbar. Dort musste wegen stetig ansteigender Aktivität mit dem Erscheinen neuer Quellen inzwischen eine Zufahrtsstraße geschlossen werden (März 2008).
Zu diesem Vulkansystem gehört die Kraterreihe Yngri Stampar. Diese produzierten die bisher letzten Laven auf Reykjanesskagi während einer größeren vulkanotektonischen Episode, die von 1210 bis 1240 andauerte. Während dieser Ausbruchsserie ergaben sich auch Eruptionen im Meer vor Reykjanes, die z. B. den Berg Vatnsfell als Lapilli-Tuff-Struktur aufbauten. Eine weitere submarine Eruption im Jahre 1226 ist der Ursprung einer Tephralage, die als sogenannte Mittelaltertephra überall auf Reykjanes in der Tephrochronologie benutzt wird.
Das Kraftwerk Suðurnes profitiert von der Erdwärme. 2017 bohrte das Forschungsunternehmen Iceland Deep Drilling Projekt (IDDP) in 176 Tagen 4.659 m tief, um das 425 °C heiße Wasser des Vulkans, das 340 bar Druck aufwies, anzuzapfen und zu nutzen.

##### Svartsengi
Man nutzt die Erdwärme auch im Geothermalkraftwerk von Svartsengi, das über dem gleichnamigen Hochtemperaturgebiet liegt. Das inzwischen höchst modern gestaltete Freibad Blaue Lagune (Bláa Lónið) verwendet die heißen Abwässer des Geothermalkraftwerks. Das Wasser erwies sich als sehr mineralhaltig und hat heilende Eigenschaften bei Hautkrankheiten gezeigt.
Nach verstärkten Schwarmbeben ab Oktober 2023 kam es ab Dezember 2023 zu mehreren Eruptionen an der Sundhnúkur-Kraterkette, deren Auswirkungen zur Evakuierung und starken Beschädigungen der Hafenstadt Grindavik führten.

##### Fagradalsfjall
Ab ca. Oktober 2020 setzte eine Serie von Schwarmbeben auf der Halbinsel ein. Gleichzeitig hob sich stellenweise der Boden um mehr als 4 mm pro Tag, was auf eine Magmenintrusion hindeute, welche auch als ursächlich für die Erdbebenschwärme angesehen wurde.
Am Abend des 21. März 2021 öffnete sich im Tal Geldingardalur, am südlichen Rand des Fagradalsfjall, eine 500–700 m lange Eruptionsspalte. Es handelte sich um eine rein effusive Eruption, nennenswerte Aschewolken wurden nicht beobachtet. In den nächsten Jahren folgten mehrere weitere Ausbrüche in dem Gebiet, die großflächige neue Lavafelder entstehen ließen.

##### Krýsuvík

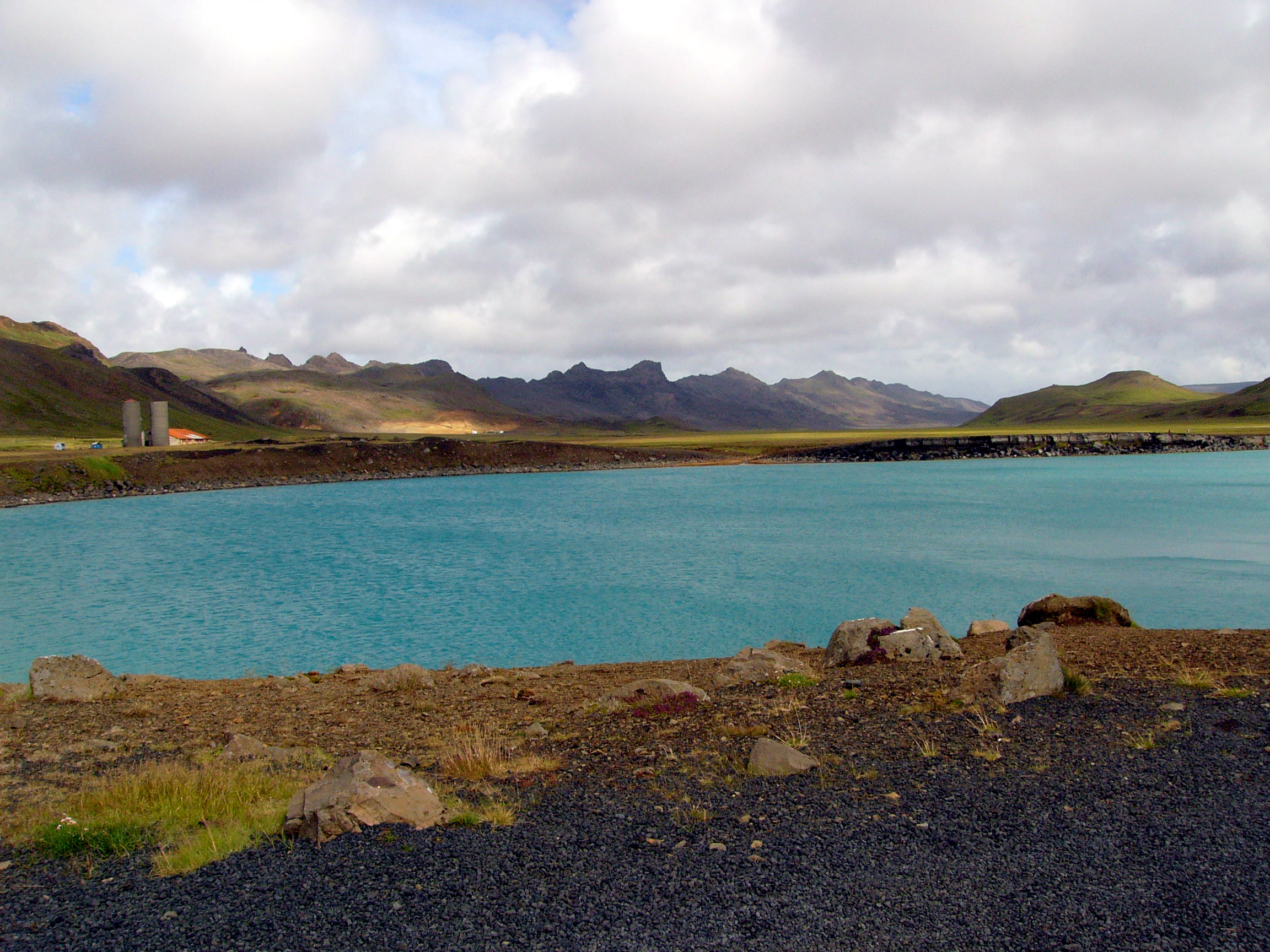
See Grænavatn bei Krýsuvík

Aktiven Vulkanismus findet man zudem bei Krýsuvík an dem Hochtemperaturgebiet Seltún und den heißen Quellen am See Kleifarvatn. Diese gehören zum Krýsuvík- oder Trölladyngja-Vulkansystem.
Ein von weitem sichtbarer Vulkankegel, der die Halbinsel Reykjanes schon aus der Ferne kennzeichnet, ist Keilir, ein Palagonitkegel, der während der Eiszeit durch einen Ausbruch an einer Stelle unter einem Gletscher entstand.
Neuzeitliche Laven aus diesem System strömten bis nach Hafnarfjörður und werden Kapelluhraun genannt. Es handelt sich hier um Aa-Lava, die ihren Ursprung in einer ca. 7,5 km östlich der Straße nach Keflavík gelegenen Kraterreihe hat und aus dem 12. Jahrhundert (1151–1188) stammt. Derselben vulkanotektonischen Episode entsprang das Lavafeld Ögmundarhraun bei Grindavík.

##### Brennisteinsfjöll
Das Vulkansystem der Brennisteinsfjöll zieht sich weit nach Nordosten, wo es auf der Hochebene der Hellisheiði an die Vulkansysteme des Hengill und des Hrómundartindur stößt. Zu ihm gehören sowohl die Berge in Reykjavíks Skigebiet Bláfjöll als auch die Bohrlöcher am Hochtemperaturgebiet Hverahlíð auf der Hellisheiði östlich des Hringvegur.
Diesem Vulkansystem entstammt das bei Hafnarfjörður gelegene Lavafeld Hellnahraun. Seine Pahoehoe-Laven entströmten um 920 n. Chr. den Kratern Tvíbollar.

### UNESCO Global Geopark
Im Jahr 2015 wurde die Region aufgrund ihrer geologischen Einzigartigkeit mit dem Label UNESCO Global Geopark zertifiziert.

## Besiedlungsgeschichte

### Vom Mittelalter zur Neuzeit

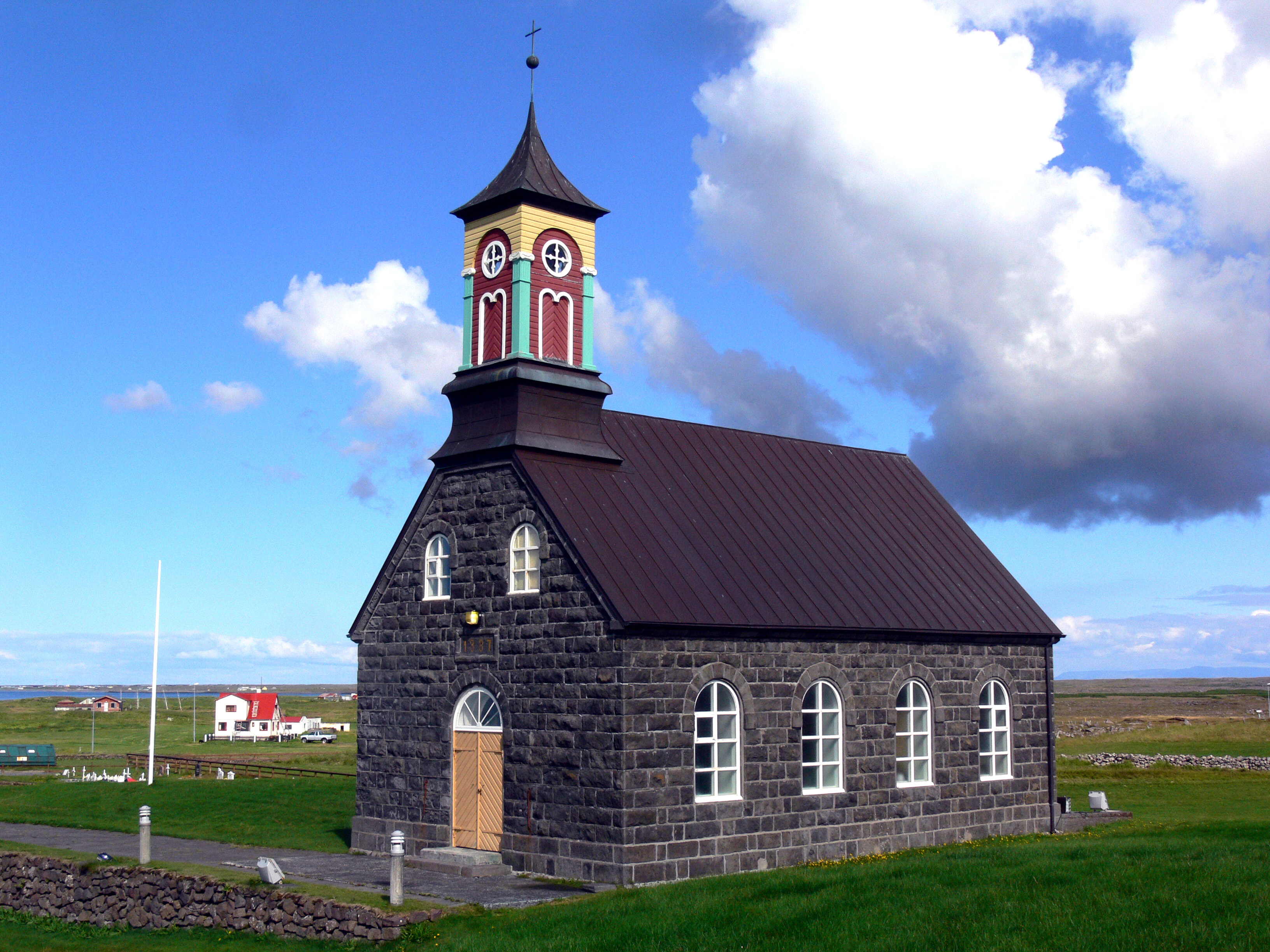
Hvalsneskirkja mit Friedhof

Reykjanes ist seit der Landnahmezeit im 9. und 10. Jahrhundert besiedelt. So wird etwa im Landnahmebuch vom ersten Siedler Grindavíks berichtet, einem gewissen Molda-Gnúpur mit seinen Söhnen.
Schon im Mittelalter erkannte man die günstigen Anlegestellen an vielen Orten, und die Bewohner der Bauernhöfe fuhren im Winter zum Fischen. Auch wurden hier Winterfischerdörfer aufgebaut, zu denen die Leute aus anderen Gegenden des Landes anreisten.
Einige spätere Dörfer und Städte hatten schon im Mittelalter als Handelsplätze vor allem für englische und deutsche (bzw. hanseatische) Kaufleute gedient, dies gilt vor allem für Grindavík und Hafnarfjörður.

### Städte und Dörfer
Im 18. und 19. Jahrhundert wuchs die Bevölkerung an den Orten mit den besten Anlegestellen. Dörfer und Städte bildeten sich.
Zu Beginn des 21. Jahrhunderts ist die Halbinsel wegen ihrer Nähe zur Hauptstadt Reykjavík recht dicht besiedelt. Hier liegen z. B. die Städte Hafnarfjörður sowie Keflavík mit dem internationalen Leifur-Eiríksson-Flughafen, und etliche Dörfer wie Njarðvík und Hafnir, die mit Keflavík die Gemeinde Reykjanesbær bilden, sowie die Orte Garður, Sandgerði und Grindavík.

### Hallgrímur Pétursson als Pastor in Hvalsnes
Im Weiler Hvalsnes wirkte im 17. Jahrhundert Hallgrímur Pétursson, ein berühmter Psalmendichter, als Pastor. Auf dem Friedhof sieht man noch den Grabstein seiner Tochter mit einem Gedicht des Meisters.

## Vogelparadiese
Zu den Sehenswürdigkeiten zählen die Vogelparadiese an der äußersten Spitze der Landzunge.

## Siehe auch

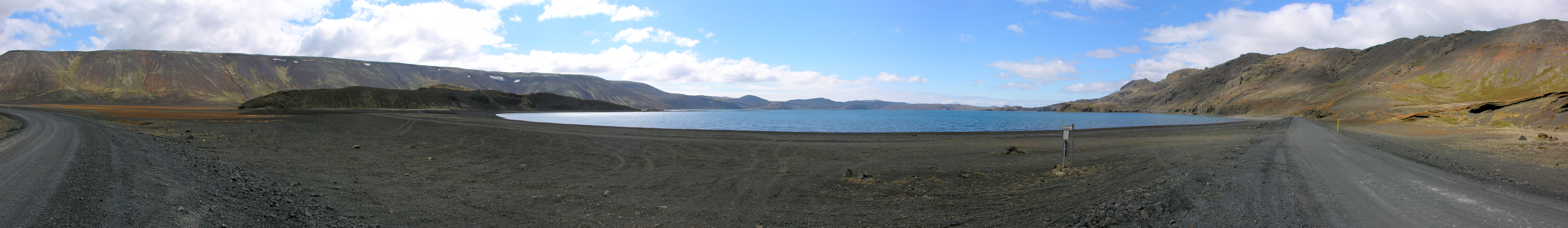
Panorama Kleifarvatn

### Offizielle Website
- Reykjanes - offizielle Internetseiten - Tourismus

### Wiss. Artikel zum Vulkanismus und zur Plattenverschiebung auf Reykjanesskagi
- Amy E. Clifton et al.: Surface effects of triggered fault slip on Reykjanes Peninsula, SW Iceland. In: tectonophysics, Vol. 369, Iss. 3-4, July 2003, S. 145–154; doi:10.1016/S0040-1951(09)00201-4 (Abstract, englisch)
- Agust Gudmundsson: Geometry, formation and development of tectonic fractures on the Reykjanes Peninsula, southwest Iceland., Nordic Volcanological Inst., Reykjavík 1986 (ScienceDirect, Abstract, englisch)
- R. Sigurbjörnsson u. a.: Comparative study of uniform hazard spectra derived using ground motion estimation models: A case study. The 14th World Conference on Earthquake Engineering, oct. 12-17, 2008, Beijing, China, 14WCEE Paper 07-0099 (Modelle zur Gefahreneinschätzung bei Erdbeben auf Reykjanes; Abstract; englisch)
- S. Ólafsson, R. Sigbjörnsson: Attenuation Of Strong Ground Motion In Shallow Earthquakes. (PDF; 0,1 MB) 13th World Conference on Earthquake Engineering Vancouver, B.C., Canada August 1-6, 2004 Paper No. 1616
- M. Keiding et al.: Strain accumulation along an oblique plate boundary: the Reykjanes Peninsula, southwest Iceland, Geophysical Journal International, Vol. 172, iss.2, 861-72, Feb. 2008; doi:10.1111/j.1365-246X.2007.03655.x (Abstract, englisch; Spannungen an den Plattengrenzen auf Reykjanes)
- Sigurlaug Hjaltadóttir: Use of relatively located microearthquakes to map fault patterns and estimate the thickness of the brittle crust in Southwest-Iceland. (PDF; 7,8 MB) IMO, Skýrsla VÍ 2010-003 (englisch).
- M. Ómarsdóttir: Reykjanesskagi: Nátúrusaga og eldvörp. (PDF; 729 kB) Háskóli Íslands, Reykjavík 2007 (isländisch; zu den Vulkansystemen auf Reykjanesskagi)
- Ferlir. (isländisch; zu den Vulkanen auf Reykjanes, großenteils beruhend auf M. Ómarsdóttir)
- Kristján Sæmundsson: General structure and volcanism of Reykjanes peninsula. ISOR, 2010 (englisch)